# Gerasimo II di Costantinopoli
Gerasimo II (in greco Γεράσιμος Β΄; Chio, XVII secolo – Nasso, 5 febbraio 1689) è stato un arcivescovo ortodosso greco con cittadinanza ottomana, che ha ricoperto la carica di patriarca ecumenico di Costantinopoli dal 1673 al 1674.

## Biografia
Gerasimo era originario dell'isola di Chio. Entrò nel clero in tenera età e divenne vescovo metropolitano di Brăila, in Romania, e Tarnovo, in Bulgaria, che all'epoca erano ancora province del Patriarcato ecumenico di Costantinopoli. Il 14 agosto 1673, Gerasimo fu eletto patriarca per intercessione del grande dragomanno ("interprete") della Sublime Porta, Panagiotis Nikousios.
Nel dicembre 1674, Gerasimo fu deposto e rilevò la metropolia di Chio. Nel 1676, tentò senza successo di riconquistare il trono e finì per prendere il controllo della metropoli dell'isola di Andros, dalla quale fu deposto nel 1678. Quindi divenne metropolita di Paronaxie, da dove fu rimosso per ordine del patriarca Dioniso IV.
Alla fine Gerasimo chiese protezione ai veneziani, che a quel tempo controllavano l'Egeo. Giosafat, suo successore a Paronaxie, gli offrì il Monastero di San Ciriaco a Naxos, dove morì il 6 febbraio 1689.